# Jack Palance
Walter Jack Palance, ursprungligen Volodymyr Palahniuk (ukrainska: Володимир Іванович Палагнюк, Volodymyr Ivanovytch Palahniuk), född 18 februari 1919 i Lattimer Mines, Luzerne County, Pennsylvania, död 10 november 2006 i Montecito, Kalifornien, var en amerikansk skådespelare. Hans båda föräldrar var av ukrainsk härkomst.
Jack Palances far var kolgruvearbetare och Palance arbetade själv en tid i gruvan innan han satsade på proffsboxning i slutet av 1930-talet under tävlingsnamnet Jack Brazzo. Under andra världskriget utbildades han till bombpilot. Hans plan havererade under en övningsflygning i Arizona och hans ansikte fick svåra brännskador, vilket krävde plastikkirurgi – därav hans speciella utmärglade, spända anletsdrag.
Jack Palance hade spelat teater på scen i flera år innan han slutligen kom till Hollywood, där han gjorde filmdebut 1950 i Panik på öppen gata. Till att börja med fick han huvudsakligen skurkroller, men visade sedan prov på att vara en utmärkt karaktärsskådespelare. Från och med 1950-talet medverkade han även i många utländska filmer, i synnerhet italienska.
Jack Palance belönades med en Oscar för bästa manliga biroll för sin roll i filmen City Slickers – Jakten på det försvunna leendet (1991).

## Filmografi i urval
- 1950 – Panik på öppen gata
- 1951 – Montezuma
- 1953 – Flykten
- 1953 – Den vita apachen
- 1953 – Mannen från vidderna
- 1954 – Under blodröda fanor
- 1955 – Silkesnöret
- 1956 – Attack
- 1960 – Austerlitz
- 1962 – Barabbas
- 1963 – Föraktet
- 1964 – En gång tjuv...
- 1966 – De professionella
- 1968 – Gringo - professionell pistlero
- 1969 – Marquis de Sade: Justine
- 1969 – Che!
- 1970 – Död åt compañeros
- 1970 – The McMasters
- 1971 – Chatos land
- 1973 – Oklahomas svarta guld
- 1973 – Dracula (TV-film)
- 1987 – Bagdad Café
- 1988 – Young Guns
- 1989 – Tango & Cash
- 1989 – Batman
- 1991 – City Slickers – Jakten på det försvunna leendet
- 1994 – Svanprinsessan (röst)
- 1994 – City Slickers II – Jakten på Curlys guld
- 1994 – Cops and Robbersons
- 1997 – I'll Be Home For Christmas (TV-film)
- 1998 – The Incredible Adventures of Marco Polo
- 2001 – Treasure Island
- 2002 – Living with the Dead (TV-film)
- 2004 – Back When We Were Grownups (TV-film)